# Bayerisches Flugzeugbeobachterabzeichen
Bayerisches Flugzeugbeobachterabzeichen (Nederlands: Insigne voor Waarnemers) werd op 3 maart 1914 door koning Lodewijk III van Beieren ingesteld.

## Toekenningsvoorwaarden
De toekenning kon door de algemene inspectie van het militaire verkeerswezen aan de officier-waarnemer van de luchtmacht worden toegekend. De vereisten waren:
- Een afgelegde vliegtuigafstand van ten minste 1000 km als officier-waarnemer
- Succesvol examen voor technische vliegtuigassistentie, of succesvol herexamen voor technische vliegtuigassistentie
- Verkenningsvluchten uitgevoerd
- Certificaat van bekwaamheid als officier-waarnemer

De officier-waarnemers werden op een speciale lijst gehouden. Als de officier-waarnemer van deze lijst werd verwijderd, was hij verplicht het insigne niet meer te dragen, en had een restitutieverplichting. De opslag van het insigne vond plaats in het luchtbataljon.

## Uiterlijk
Het ovaal insigne is 71 millimeter hoog, en 45 millimeter breed. Het insigne was van zilver (800) of verguld non-ferrometaal. In het midden is een rood geëmailleerd vierkant met een zwart-wit vierkantpatroon (het symbool van de Generale staf) afgebeeld op een stralende achtergrond. Deze symboliek wordt omgeven door een gesloten krans van laurier (links) en eikenloof (rechts), die onderaan symbolisch door een lus met elkaar verbonden zijn en zich bovenaan verenigen in een grote Beierse koningskroon. De achterkant van de insigne toont ook een straalvormig en een verticaal bevestigde naald met een onderste tegenhaak en het gehamerde tweeregelige keurmerk van de fabrikant CARL POELLATH / SCHROBENHAUSEN.

## Draagwijze
De onderscheiding werd als Steckkreuz op de linkerborstzak gedragen.

## Bekende dragers van het Bayerisches Flugzeugbeobachterabzeichen
- Otto Hofmann
- Georg von Hengl
- Hans Baur